# 24. srpen
24. srpen je 236. den roku podle gregoriánského kalendáře (237. v přestupném roce). Do konce roku zbývá 129 dní.

## Události

### Česko
- 1203 – Přemysl Otakar I. znovu korunován králem v Merseburgu.
- 1290 – Před hradbami hradu Hluboká byl popraven český šlechtic z rodu Vítkovců Záviš z Falkenštejna.
- 1335 – Král Jan Lucemburský spolu s moravským markrabím Karlem se vzdali nároků na polskou korunu ve prospěch Kazimíra III. podepsáním trenčínské smlouvy a současné si pojistili držení celého Slezska.
- 1571 – Poddaní v Šamonicích zavraždili svého pána, rytíře Loreckého z Elkouše.
- 1940 – V Lidových novinách vyšla krátká povídka Můj sluha Saturnin od Zdeňka Jirotky.
- 1978 – Ondřej Stavinoha a František Polák vyhodili do povětří sochu Klementa Gottwalda na náměstí VŘSR v Příbrami
- 2006
  - Pluto již oficiálně není devátá planeta Sluneční soustavy, ale trpasličí planeta; rozhodli tak vědci na mezinárodním astronomickém kongresu v Praze.
  - KDU-ČSL pod vedením tehdejšího předsedy Miroslava Kalouska začala jednat o menšinové vládě s ČSSD tolerovanou komunisty.

### Svět
- 0079 – Dvoudenní aktivita sopky Vesuv zničila antická města Pompeje, Herculaneum a Stabiae.
- 0410 – Vizigóti vedení náčelníkem Alarichem dobyli a vydrancovali Řím.
- 1572 – Bartolomějská noc – vraždění hugenotů ve Francii.
- 1814 – Washington D.C. byl vypálen britským vojskem během britsko-americké války.
- 1858 – Svatba bavorské princezny Heleny Bavorské a dědičného prince Maxmiliána Antona Thurn-Taxise v Possenhofenu.
- 1943 – Začala bitva o Dněpr – jedna z nejmohutnějších bitev 2. světové války.
- 1991 – Ukrajina vyhlásila nezávislost na Sovětském svazu.
- 1995 – Americká společnost Microsoft uvedla na trh nový operační systém Windows 95.
- 2015 – Světové burzy cenných papírů zasáhl kvůli poklesu čínské ekonomiky největší propad od finanční krize v roce 2007.
- 2016 – Velké zemětřesení ve střední Itálii zabilo 247 lidí.
- 2017 – Více než 950 lidí zahynulo v důsledku záplav a sesuvů půdy vyvolaných monzunovými dešti v Indii, Nepálu a Bangladéši. Celkem se již tato přírodní katastrofa dotkla 40 miliónů lidí.
- 2018 – Mark David Chapman, vrah Johna Lennona, se již podesáté dožadoval propuštění z vězení. Soud jeho žádost opět zamítl.
- 2022 – Ozbrojené síly Ruské federace spáchaly útok na nádraží v Čaplyne při němž zahynulo 25 osob a další desítky byly raněny.

## Narození
Automatický abecedně řazený seznam viz Kategorie:Narození 24. srpna

### Česko

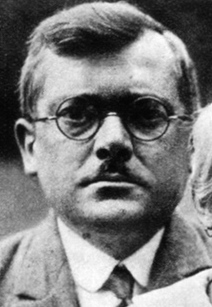
Václav Špála (* 1885)

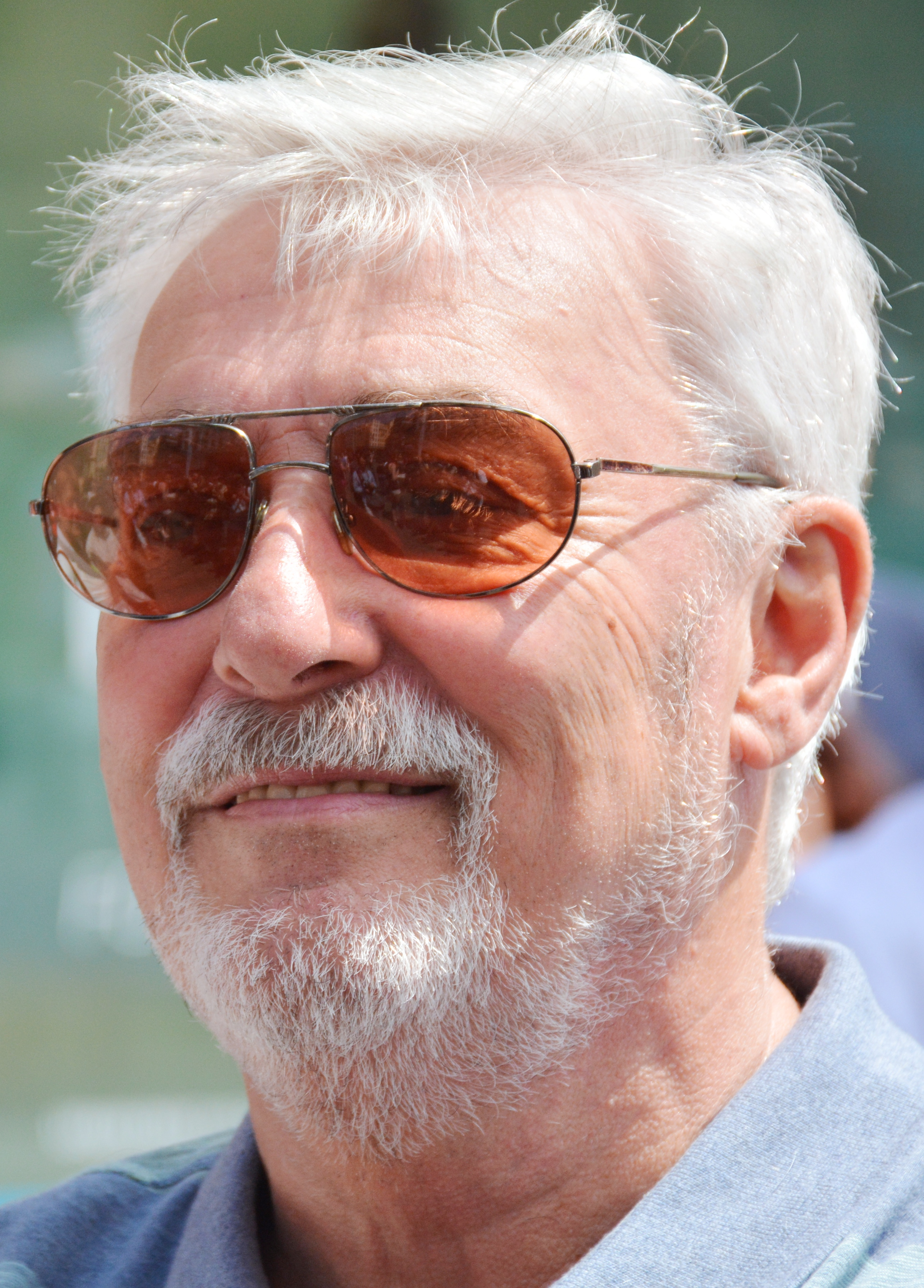
Jan Rosák (* 1947)

- 1527 – Václav Solín, kněz Jednoty bratrské a hudebník († 5. června 1566)
- 1566 – Matyáš Borbonius z Borbenheimu, lékař, lékárník a básník († 16. prosinec 1629)
- 1673 – František Ferdinand Oedt, olomoucký kanovník a prelát († 2. srpna 1741)
- 1724 – Jan Michael Scherhauf, barokní sochař († 3. ledna 1792)
- 1839 – Eduard Nápravník, hudební skladatel a dirigent († 23. listopadu 1916)
- 1848 – Jan Podlipný, pražský advokát a starosta († 19. března 1914)
- 1850 – Gustav Wiedermann, architekt († 11. února 1914)
- 1862 – Václav Láska, geodet, astronom a matematik († 27. července 1943)
- 1874 – Karel Hlaváček, básník a výtvarník († 15. června 1898)
- 1878 – Josef Knejzlík, československý politik († 20. června 1952)
- 1881 – Václav Němeček, československý politik
- 1882
  - Jaroslav Tuček, šermíř, olympionik
  - Max Urban, architekt a filmař († 17. července 1959)
- 1885 – Václav Špála, malíř († 12. nebo 13. května 1946)
- 1891 – Pavla Vachková, operní pěvkyně – soprán († 1978)
- 1898 – Marie Moravcová, členka Dobrovolných sester Československého červeného kříže a protinacistického odboje (17. července 1942)
- 1912 – Otto Šling, komunistický politik, oběť politických procesů († 3. prosince 1952)
- 1918 – Václav Baumann, letec v RAF († 24. dubna 1989)
- 1919 – Jaromíra Kolárová, spisovatelka († 21. ledna 2006)
- 1922 – Slavomír Klaban, politik a ekonom († 19. června 2010)
- 1923 – Karel Prager, architekt († 31. května 2001)
- 1924
  - Karel Stádník, sochař a restaurátor († 12. ledna 2011)
  - Anna Jurásková, scenáristka a dramaturgyně († 16. srpna 2017)
- 1925 – Karel Vrána, katolický teolog a filosof († 11. prosince 2004)
- 1929 – Bohumil Svatoš, horolezec († 7. června 2019)
- 1932 – Ladislav Smoček, spisovatel, dramatik a divadelní režisér
- 1935
  - Miloš Budík, fotograf
  - Václav Mergl, režisér, výtvarník, scenárista
- 1939 – Jiří Adámek, historik a politik
- 1943
  - Drahomíra Hofmanová, herečka
  - Marie Bednářová, starostka Kladna, první československá hokejová rozhodčí
- 1944 – Rudolf Papežík, herec
- 1947 – Jan Rosák, rozhlasový a televizní hlasatel, scenárista
- 1949 – Petr Hejduk, bubeník a zdravotník († 10. května 1995)
- 1952 – Karel Nešpor, psychiatr
- 1974 – Jakub Wehrenberg, herec
- 1982 – Tomáš Mrázek, sportovní lezec a mistr světa
- 1989 – Rozita Erbanová, herečka

### Svět

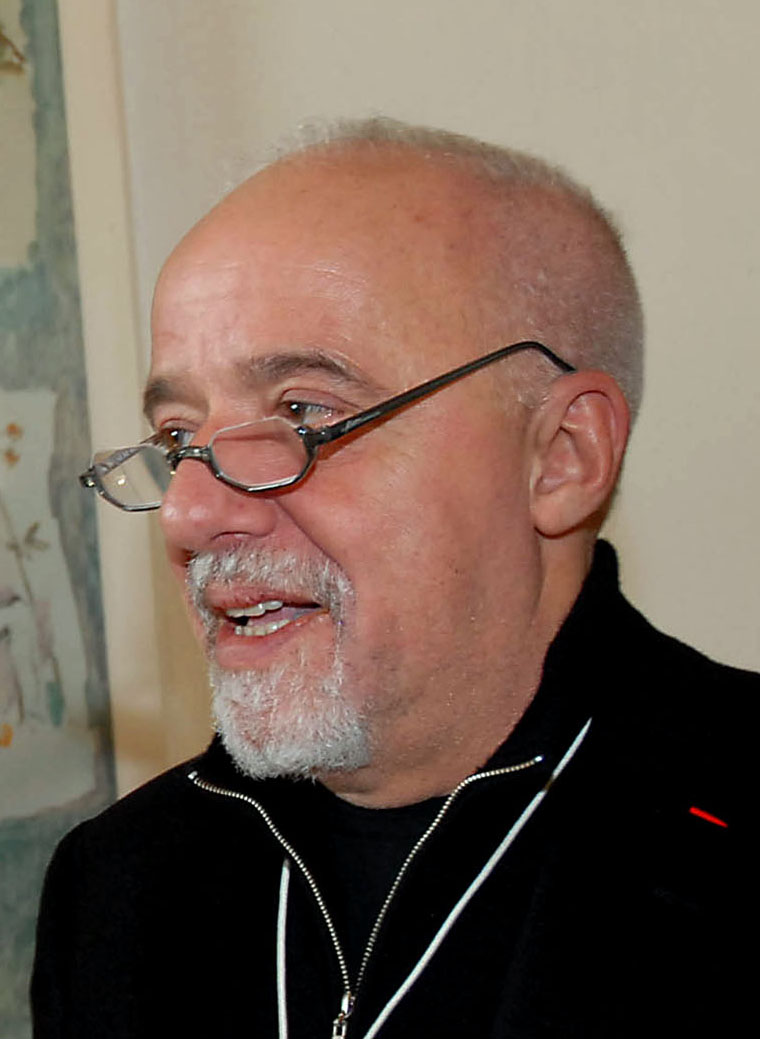
Paulo Coelho (* 1947)

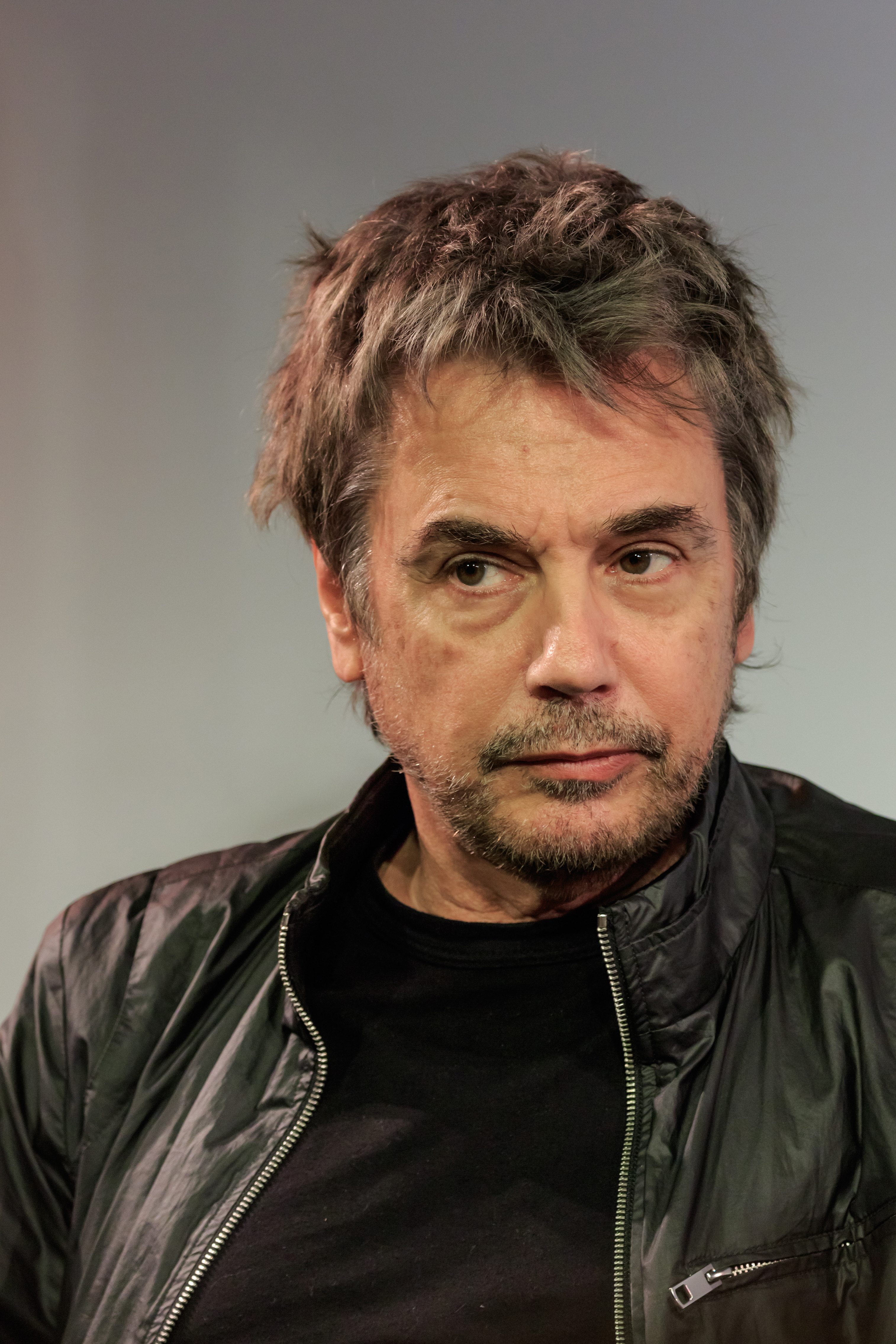
Jean-Michel Jarre (* 1948)

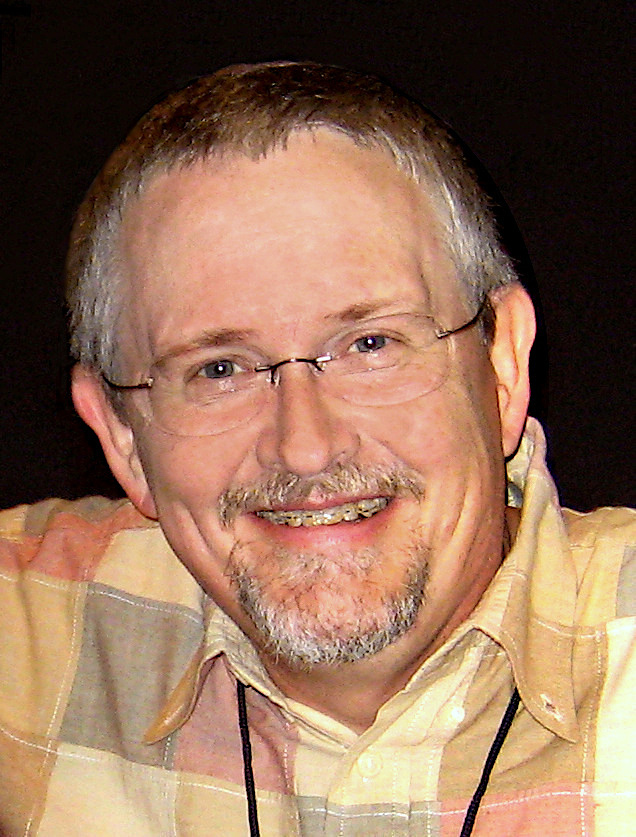
Orson Scott Card (* 1951)

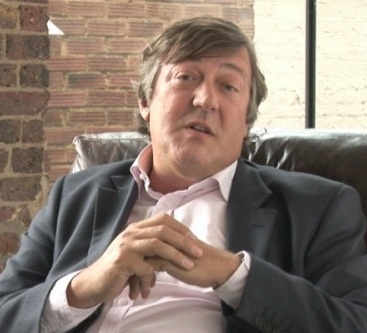
Stephen Fry (* 1957)

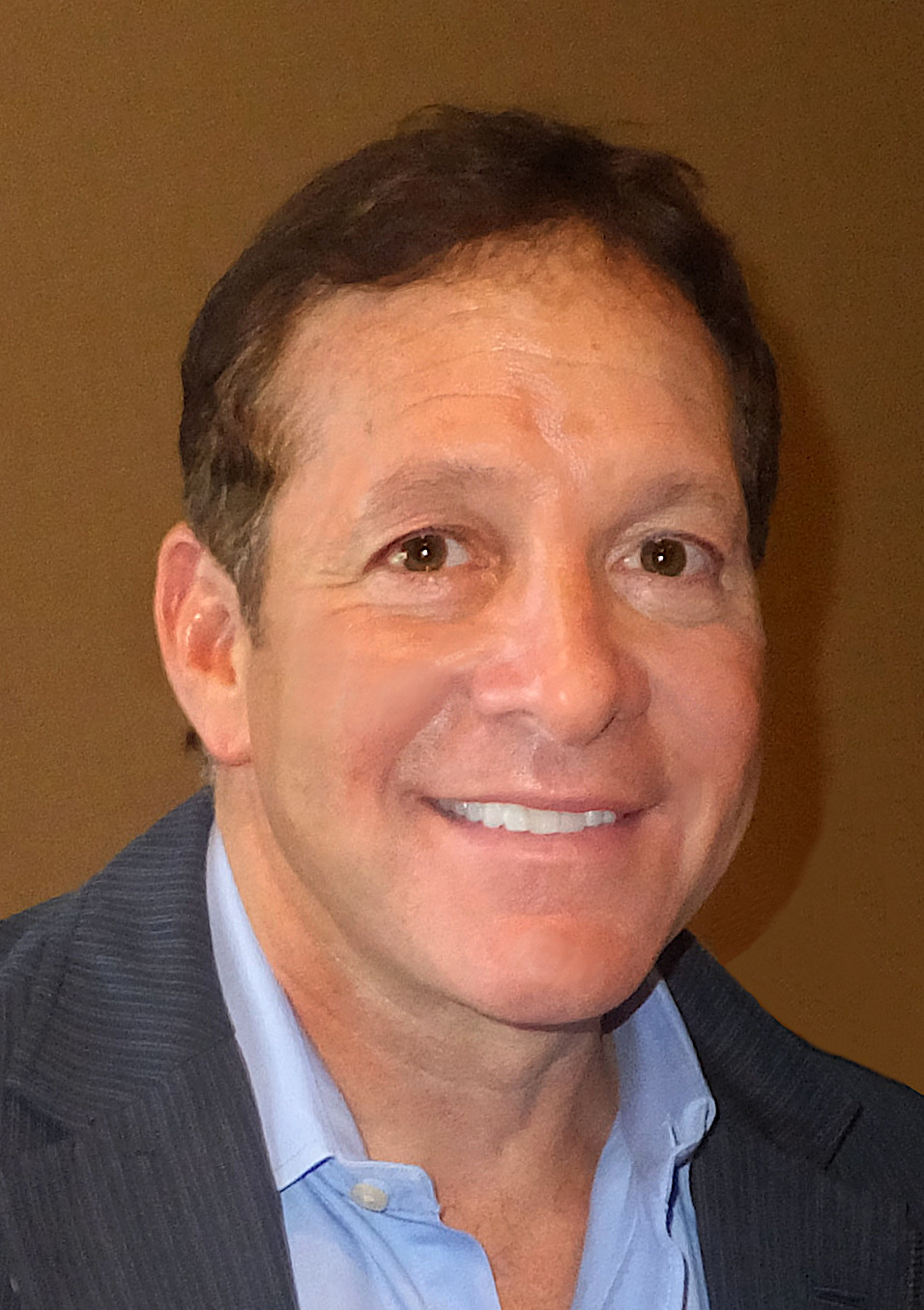
Steve Guttenberg (* 1958)

- 1113 – Geoffroy V. z Anjou, hrabě z Maine, z Anjou a z Touraine a normandský vévoda († 7. září 1151)
- 1198 – Alexandr II. Skotský, král skotský († 6. července 1249)
- 1358 – Jan I. Kastilský, král Kastilie a Leónu († 9. října 1390)
- 1566 – Abraham Scultetus, protestantský teolog († 24. října 1624)
- 1669 – Johann Fridrich Eosander von Göthe, švédsko-německý stavitel a voják († 22. května 1728)
- 1750 – Laetitia Ramolino, matka Napoleona († 2. února 1836)
- 1753 – Louis-Marie de La Révellière-Lépeaux, francouzský revoluční politik († 27. března 1824)
- 1758 – Žofie Frederika Meklenbursko-Zvěřínská, dánská princezna († 29. listopadu 1794)
- 1759 – William Wilberforce, britský politik a filantrop († 29. července 1833)
- 1771 – Georg Friedrich von Reichenbach, německý mechanik († 21. května 1826)
- 1787 – James Weddell, britský mořeplavec a lovec tuleňů († 9. září 1834)
- 1807 – Jean-Jacques Feuchère, francouzský sochař († 26. července 1852)
- 1821 – Kateřina Frederika Württemberská, württemberská princezna († 6. prosince 1898)
- 1855 – Marie Tereza Portugalská, manželka arcivévody Karla Ludvíka († 12. únor 1944)
- 1856
  - Samuel Czambel, slovenský jazykovědec a překladatel († 18. prosince 1909)
  - Felix Josef von Mottl, rakouský dirigent a skladatel († 2. července 1911)
- 1858 – Wacław Sieroszewski, polský spisovatel († 20. dubna 1945)
- 1864 – Hermann Weingärtner, německý gymnasta, nejlepší sportovec olympiády 1896 († 22. října 1919)
- 1865 – Ferdinand I. Rumunský, rumunský král († 20. července 1927)
- 1870 – Vladimir Mitrofanovič Puriškevič, ruský politik a antisemita, účastník atentátu na Rasputina († 1. února 1920)
- 1880 – Aliye Sultan, osmanská princezna, dcera sultána Murada V. a Resan Hanımefendi († 19. září 1903)
- 1881 – Vincenzo Lancia, italský automobilový závodník († 15. února 1937)
- 1884 – Earl Derr Biggers, americký spisovatel detektivních románů († 5. dubna 1933)
- 1891 – Gustaw Morcinek, polský spisovatel († 20. prosince 1963)
- 1890 – Duke Kahanamoku, americký plavec, olympionik († 22. ledna 1968)
- 1895 – Richard James Cushing, arcibiskup bostonský, kardinál († 2. listopadu 1970)
- 1899
  - Jorge Luis Borges, argentinský spisovatel († 14. června 1986)
  - Albert Claude, belgický biolog, nositel Nobelovy ceny († 22. května 1983)
  - Johan Fabricius, nizozemský spisovatel († 21. června 1981)
  - Ferhát Abbás, alžírský politik a bojovník za jeho nezávislost († 24. prosince 1985)
- 1902 – Fernand Braudel, francouzský historik († 27. listopadu 1985)
- 1903 – Claude Hopkins, americký klavírista († 19. února 1984)
- 1904 – Milo Urban, slovenský prozaik, překladatel a novinář († 10. března 1982)
- 1911
  - Viktor Barna, maďarský stolní tenista († 28. února 1972)
  - Konstantin Černěnko, nejvyšší představitel Sovětského svazu († 10. března 1985)
- 1912 – Howard Everest Hinton, britský entomolog († 2. srpna 1977)
- 1915 – James Tiptree mladší, pseudonym americké spisovatelky († 19. května 1987)
- 1918 – Avery Dulles, americký teolog, kardinál († 12. prosince 2008)
- 1922
  - Howard Zinn, americký historik († 27. ledna 2010)
  - Lennart Nilsson, švédský fotograf († 28. ledna 2017)
- 1923 – Arthur Jensen, americký psycholog († 22. října 2012)
- 1927 – Harry Markowitz, americký ekonom, nositel Nobelovy ceny
- 1929 – Jásir Arafat, vůdce Organizace pro osvobození Palestiny a palestinský prezident († 11. listopadu 2004)
- 1932 – Cormac Murphy-O'Connor, anglický kardinál († 1. září 2017)
- 1935 – Cutomu Hata, japonský politik († 28. srpna 2017)
- 1936 – Antonio María Rouco Varela, španělský kardinál
- 1938 – David Freiberg, americký hudebník
- 1940 – Tony Secunda, anglický manažer hudebních skupin († 12. února 1995)
- 1941
  - Mario Corso, italský fotbalista († 20. června 2020)
  - Elliot Ingber, americký kytarista
- 1943Hideo Kodžima (*1963)Rupert Grint (* 1988)

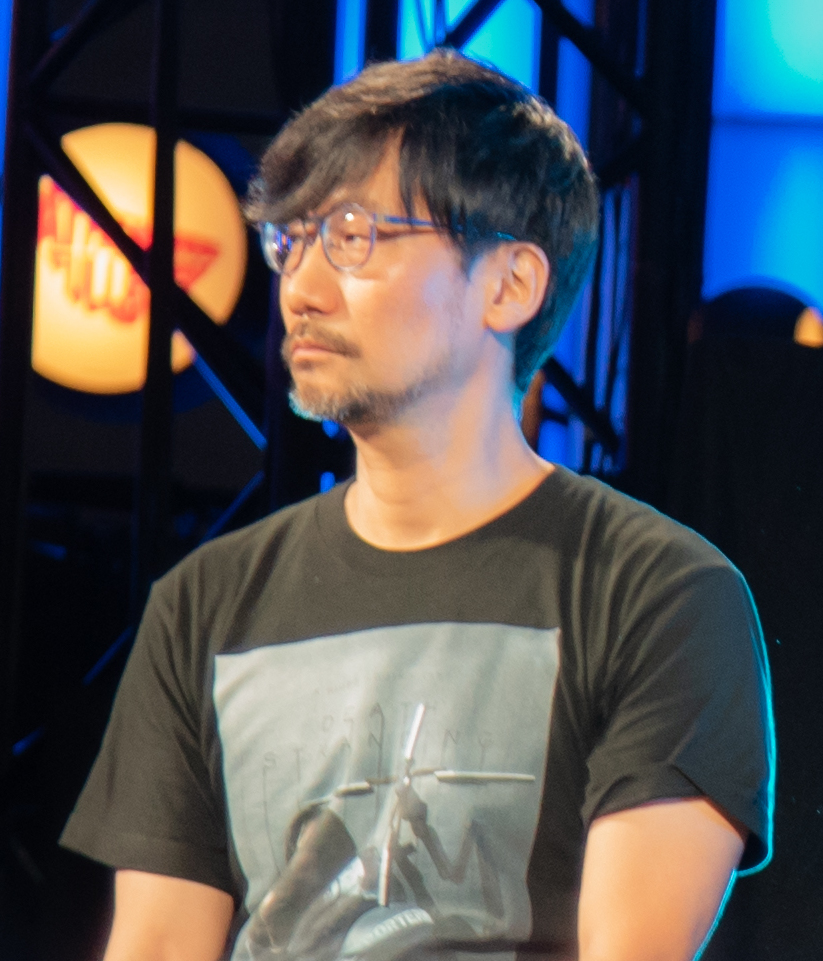
Hideo Kodžima (*1963)

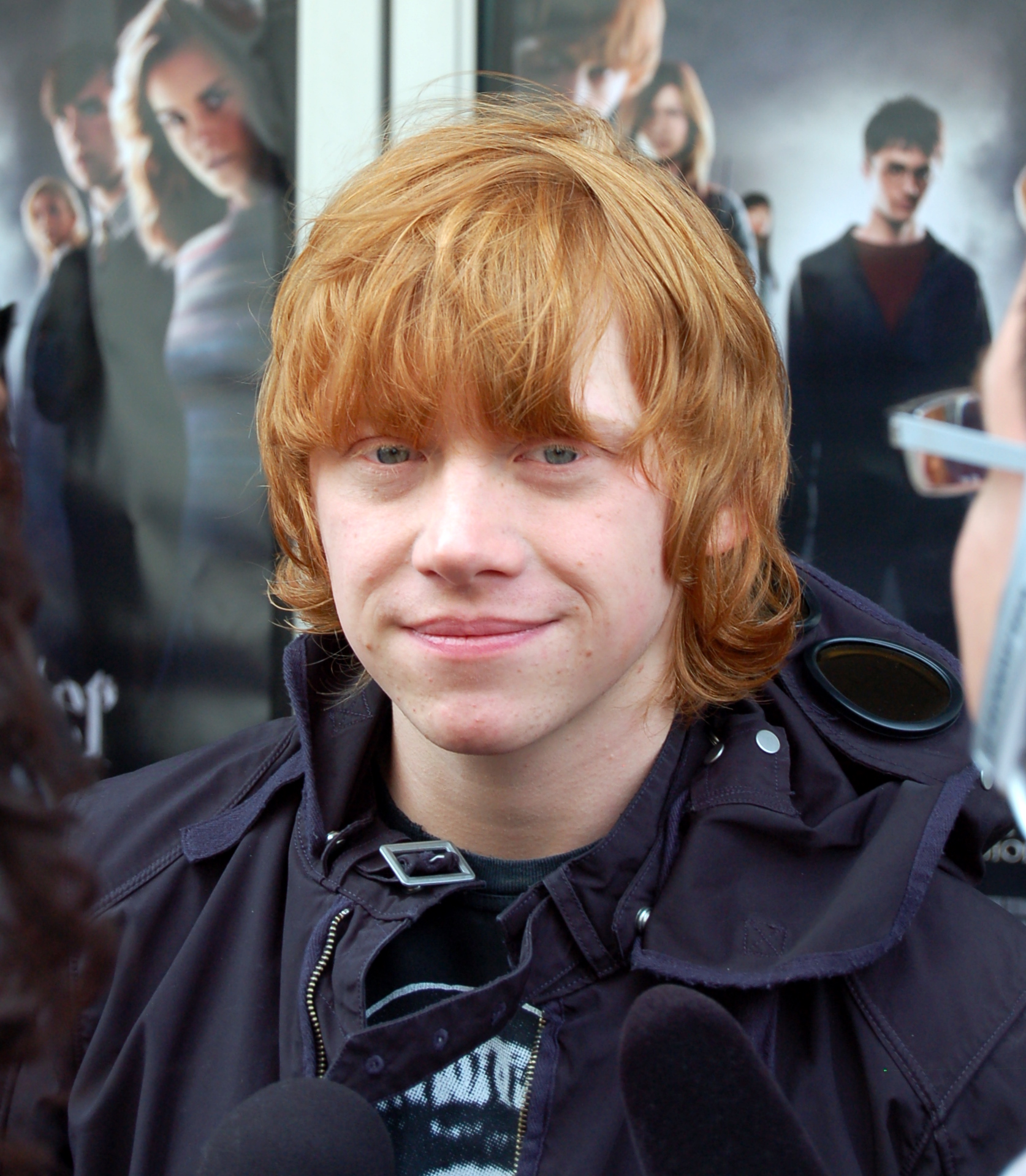
Rupert Grint (* 1988)

  - John Cipollina, americký kytarista († 29. května 1989)
  - Dafydd Iwan, velšský zpěvák, textař a politik
- 1944 – Gregory Jarvis, americký astronaut († 28. ledna 1986)
- 1945 – Ken Hensley, britský hudebník (Uriah Heep) († 4. listopadu 2020)
- 1947
  - Paulo Coelho, brazilský spisovatel
  - Martin Skotnický, slovenský krasobruslař a trenér
- 1948
  - Sauli Niinistö, finský prezident
  - Jean-Michel Jarre, francouzský skladatel, hlavní představitel elektronické hudby
- 1949 – Anna Fisherová, americká astronautka
- 1950 – Marc Aaronson, americký astronom († 30. dubna 1987)
- 1951
  - Ján Baláž, slovenský kytarista, zpěvák a skladatel
  - Orson Scott Card, americký spisovatel
  - Danny Joe Brown, americký hudebník, skladatel a zpěvák († 10. března 2005)
- 1952 – Wolfgang Mager, německý veslař, dvojnásobný olympijský vítěz
- 1957 – Stephen Fry, britský herec a spisovatel
- 1958
  - Jen Lien-kche, čínský spisovatel
  - Steve Guttenberg, americký herec
- 1959 – Masúd Alí Mohamadí, íránský fyzik († 12. ledna 2010)
- 1960 – Franz Viehböck, první rakouský astronaut
- 1961 – Jared Harris, britský herec
- 1963 – Hideo Kodžima, japonský designér a producent videoher
- 1964 – Saližan Šaripov, kyrgyzský kosmonaut
- 1965 – Marlee Matlinová, americká herečka
- 1972 – Csongor Kassai, slovenský herec
- 1976 – Alex O'Loughlin, americký herec
- 1977
  - Robert Enke, německý fotbalista († 10. listopadu 2009)
  - John Green, americký spisovatel a vlogger
- 1978 – Yves Allegro, švýcarský tenista
- 1987 – Anže Kopitar, slovinský lední hokejista
- 1988 – Rupert Grint, anglický herec
- 1990 – Tina Trstenjaková, slovinská judistka
- 1997 - Alan Walker, anglický zpěvák a DJ

## Úmrtí
Automatický abecedně řazený seznam viz Kategorie:Úmrtí 24. srpna

### Česko
- 1290 – Záviš z Falkenštejna, šlechtic (* cca 1250)
- 1887 – Berta Mühlsteinová, básnířka a spisovatelka (* 30. července 1841)
- 1897 – Antonín Pittner, starosta a kronikář města Polné (* 4. června 1814)
- 1911 – Rudolf Treybal, zemědělský pedagog, agronom a politik (* 19. dubna 1854)
- 1928 – Julius Volek-Choráz, učitel, novinář a komunistický politik (* 20. července 1888)
- 1938 – Jan Jiří Rückl, sklářský průmyslník, politik a publicista (* 12. května 1900)
- 1952 – František Hála, československý politik, ministr pošt (* 20. června 1893)
- 1958 – Rudolf Kende, hudební skladatel (* 15. února 1910)
- 1962 – Růžena Šlemrová, herečka (* 10. listopadu 1886)
- 1964 – Drahomíra Stránská, etnografka a pedagožka (* 8. prosince 1899)
- 1969
  - Vladimír Pecháček, malíř a grafik (* 3. dubna 1909)
  - Hubert Svoboda, architekt a stavitel (* 15. října 1891)
- 1973 – Sláva Vorlová, zpěvačka, klavíristka a hudební skladatelka (* 15. března 1894)
- 1974 – Ludvík Hofta, československý reprezentační hokejový útočník (* 30. března 1899)
- 1993 – Vladimír Slánský, vojenský pilot (* 30. července 1913)
- 1995 – Zbyněk Brynych, režisér a scenárista (* 13. července 1927)
- 1999 – Jan Anastáz Opasek, teolog, opat břevnovského kláštera (* 20. dubna 1913)
- 2002 – Vladimír Komárek, malíř, grafik, ilustrátor a pedagog (* 10. srpna 1928)
- 2010
  - Antonín Baudyš, astrolog (* 9. září 1946)
  - Martin Kolár, herec a režisér českého znění (* 27. července 1958)
- 2012 – Jan Bureš, neurovědec, člen Národní akademie věd USA (* 13. června 1926)
- 2021 – Jan Suchý, hokejista (* 10. října 1944)
- 2024 – Karel Heřmánek, herec (* 17. října 1947)

### Svět

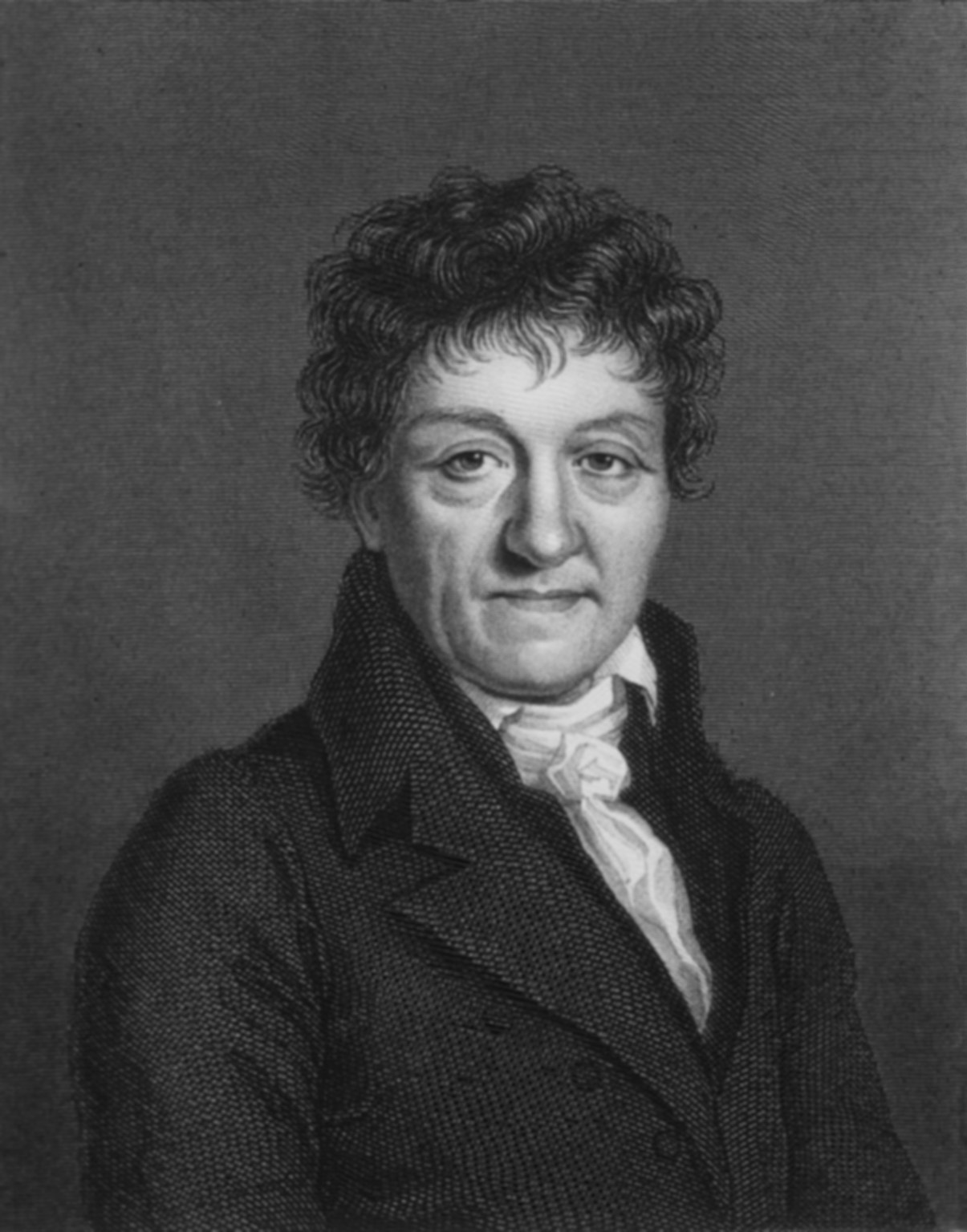
Sadi Carnot († 1832)

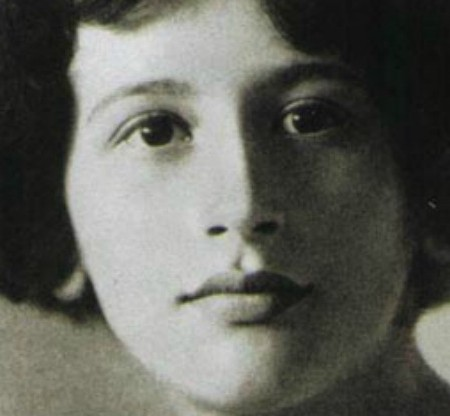
Simone Weilová († 1943)

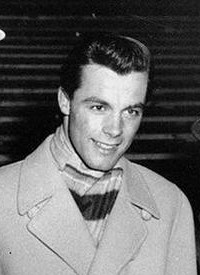
Toni Sailer († 2009)

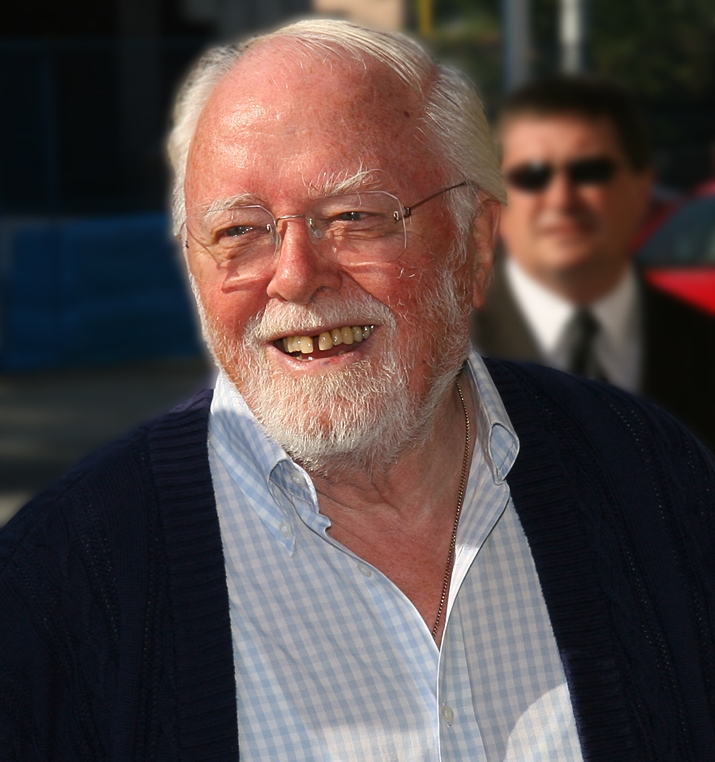
Richard Attenborough († 2014)

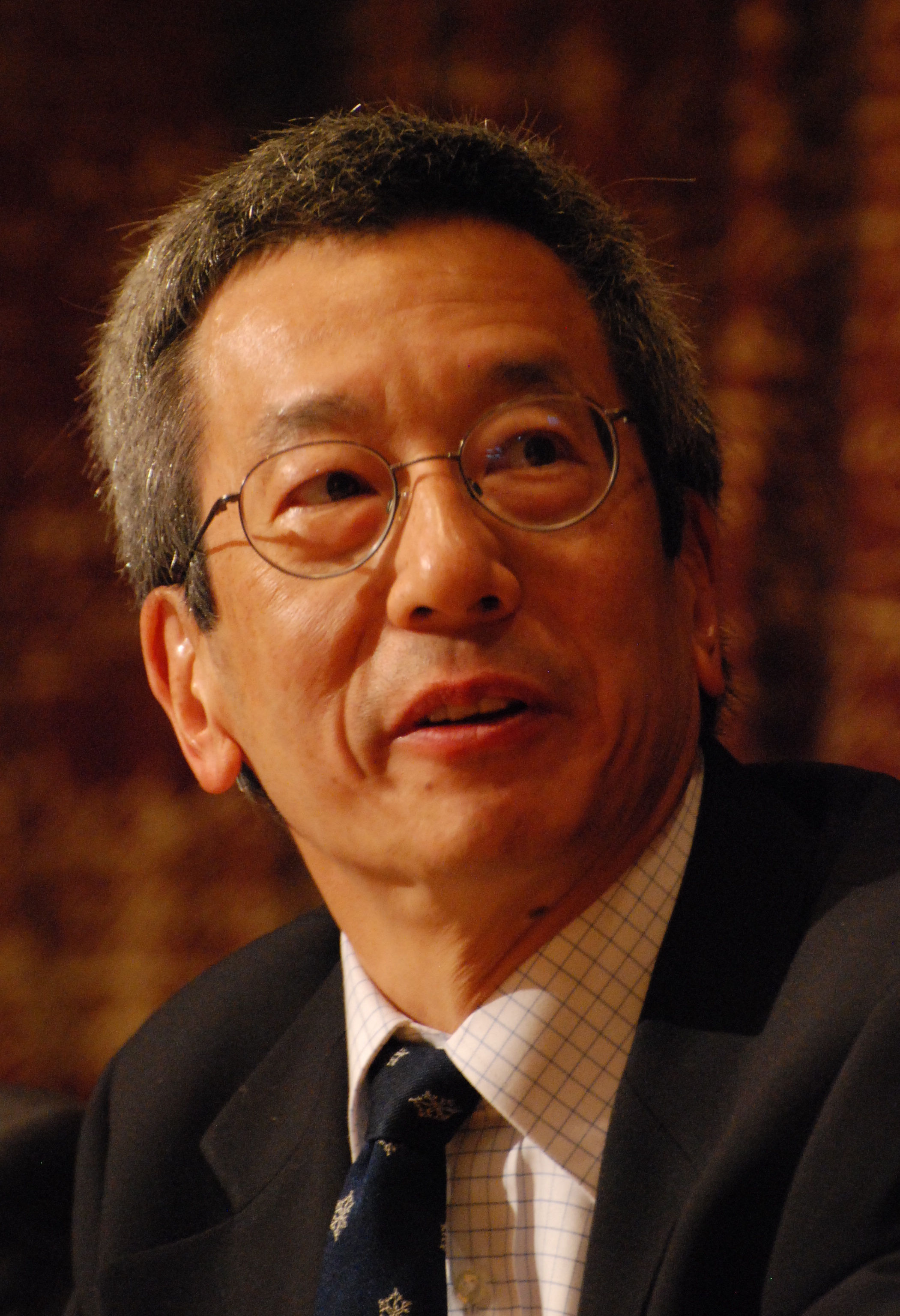
Roger Tsien († 2016)

- 0079 – Plinius starší, římský polyhistor (* 23)
- 1042 – Michael V., byzantský císař (* 1015)
- 1101 – Su Š’, politik, básník, esejista a kaligraf čínské říše Sung (* 8. ledna 1037)
- 1103 – Magnus III. Norský, král Norska a severních ostrovů (* 1073)
- 1281 – Vilemína z Milána, nejprve světice, později prohlášena kacířkou (* ? 1210)
- 1313 – Jindřich VII. Lucemburský, císař Svaté říše římské (* 1274/1275)
- 1431 – Ruprecht II. Lubinský, lubinský a hajnovský kníže (* 1396/1402)
- 1540 – Parmigianino, italský malíř (* 11. ledna 1503)
- 1556 – Robert de Montalais, francouzský šlechtic
- 1572
  - Petrus Ramus, francouzský filozof a humanista (* 1515)
  - Gaspard de Coligny, francouzský admirál, protestantský vůdce (* 16. února 1519)
- 1595 – Thomas Digges, anglický matematik a astronom (* 1546)
- 1617 – Svatá Růžena Limská, první kanonizovaná osoba na jihoamerickém kontinentu (* 20. dubna 1586)
- 1634 – Abaza Mehmed paša, osmanský paša a politik (* 21. ledna 1576)
- 1675 – Pierre Perrin, francouzský básník a libretista (* 1620)
- 1679 – Jean-François Paul de Gondi, kardinál, pařížský arcibiskup (* 20. září 1613)
- 1709 – Alžběta Dorotea Sasko-Gothajsko-Altenburská, německá princezna (* 8. ledna 1640)
- 1735 – Karel Slavíček, český misionář v Číně (* 24. prosince 1678)
- 1745 – Oleksa Dovbuš, ukrajinský zbojník (* 1700)
- 1770 – Thomas Chatterton, anglický básník (* 20. listopadu 1752)
- 1817 – Nancy Storaceová, anglická operní zpěvačka (* 27. října 1765)
- 1821 – John Polidori, anglický spisovatel, lékař a cestovatel (* 7. září 1795)
- 1832 – Nicolas Léonard Sadi Carnot, francouzský fyzik, zakladatel termodynamiky (* 1. června 1796)
- 1844 – Áron Chorin, maďarský reformní rabín (* 3. srpna 1766)
- 1846 – Ivan Fjodorovič Kruzenštern, ruský admirál a mořeplavec (* 19. listopadu 1770)
- 1856 – William Buckland, britský geolog a paleontolog (* 12. března 1784)
- 1864 – Jakob Lorber, rakouský hudebník, křesťanský mystik a vizionář (22. července 1800)
- 1866 – Max Haushofer, německý malíř (* 12. září 1811)
- 1882 – John Dillwyn Llewelyn, britský botanik a fotograf (* 12. ledna 1810)
- 1883 – Jindřich, hrabě z Chambord, francouzský princ z dynastie Bourbonů (* 29. září 1820)
- 1888 – Rudolf Clausius, německý fyzik (* 2. ledna 1822)
- 1902 – Markéta Sofie Rakouská, arcivévodkyně rakouská, princezna uherská, česká a toskánská (* 13. května 1870)
- 1921 – Edward Maitland, britský průkopník letectví (havárie vzducholodi R 38) (* 21. února 1880)
- 1924 – Albert Meyer, německý dvorní fotograf (* 27. února 1857)
- 1930 – Tom Norman, anglický podnikatel a showman (* 7. května 1860)
- 1940 – Paul Nipkow, německý vynálezce (* 22. srpna 1860)
- 1943 – Simone Weilová, francouzská filosofka (* 3. února 1909)
- 1945 – Josef Miloslav Kořínek, český slavista (* 10. ledna 1899)
- 1950
  - Ernst Wiechert, německy píšící spisovatel (* 18. května 1887)
  - Grigorij Kulik, maršál Sovětského svazu a velitel dělostřelectva (* 9. listopadu 1890)
- 1954 – Getúlio Vargas, brazilský prezident (* 19. dubna 1882)
- 1957 – Ronald Knox, anglický katolický kněz a spisovatel (* 17. února 1888)
- 1963 – Hooley Smith, kanadský hokejista (* 7. ledna 1903)
- 1966 – Tadeusz Bór-Komorowski, polský důstojník, velitel Zemské armády (* 1. června 1895)
- 1972 – Don Byas, americký saxofonista (* 21. října 1912)
- 1978
  - Louis Prima, americký zpěvák, herec, písňový autor a trumpetista (* 7. prosince 1910)
  - Kathleen Kenyon, britská archeoložka (* 5. ledna 1906)
- 1979
  - Bernt Evensen, norský rychlobruslař, olympijský vítěz (* 8. dubna 1905)
  - Teddy Smith, americký kontrabasista (* 22. ledna 1932)
  - Hanna Reitschová, německá zkušební pilotka (* 29. května 1912)
- 1980 – André Parrot, francouzský archeolog (* 15. února 1901)
- 1983 – Jerzy Edigey, polský právník a spisovatel (* 12. srpna 1912)
- 1995 – Alfred Eisenstaedt, americký fotograf (* 6. prosince 1898)
- 1990 – Sergej Dovlatov, ruský spisovatel a novinář (* 3. září 1941)
- 2006 – James Tenney, americký klavírista, hudební skladatel a hudební teoretik (* 10. srpna 1934)
- 2007 – Abdul Rahmán Árif, irácký prezident (* 14. dubna 1916)
- 2009 – Toni Sailer, rakouský lyžař, herec a zpěvák (* 17. listopadu 1935)
- 2013 – Julie Harrisová, americká herečka (* 2. prosince 1925)
- 2014 – Richard Attenborough, britský herec a režisér (* 29. srpna 1923)
- 2015 – Justin Wilson, britský závodník (* 31. července 1978)
- 2016
  - Michel Butor, francouzský spisovatel (* 14. září 1926)
  - Walter Scheel, západoněmecký prezident (* 8. července 1919)
  - Roger Tsien, americký chemik, nositel Nobelovy ceny (* 1. února 1952)
- 2020 – Wolfgang Uhlmann, německý šachista (* 29. března 1935)
- 2021
  - Hissène Habré, čadský prezident (* 13. srpna 1942)
  - Charlie Watts, člen kapely The Rolling Stones (* 2. června 1941)
  - Wilfried Van Moer, belgický fotbalista (* 1. března 1945)
- 2023
  - Bray Wyatt, americký wrestler (* 23. května 1987)

## Svátky

### Česko
- Bartoloměj, Natanael

### Svět
- Ukrajina: Den nezávislosti Ukrajiny
- Sierra Leone: Prezidentovy narozeniny
- Libérie: Den vlajky

## Pranostiky

### Česko
- Od svatého Bartoloměje slunce již tolik nehřeje.
- Bartoloměj svatý odpoledne krátí.
- Svatý Bartolomi létu hlavu zlomí.
- Jaký čas jest na svatého Bartoloměje, takový celý podzimek bude;
bude-li tento den pěkný čas, znamená příjemný podzimek.
- Den Bartoloměje jest pravidlo celého podzimku.
- Jaké počasí o svatém Bartoloměji, takové bude i celý podzim.
- Pěkně-li o Bartoloměji, na pěkný podzim máme naděj
- Pěkně-li na svatého Bartoloměje, pijí vinaři.
- Dozrál-li hrozen do Bartoloměje, dobrým vínem sudy naleje.
- Je-li na Bartoloměje čas, je z lisu kvas.
- Máme-li střídavé počasí na Bartoloměje, máme též střídavý podzim.
- Pěkný čas na svatého Bartoloměje – dobrý podzimek, než se kdo naděje.
- Krásně-li o Bartoloměji, vinaři se smějí.
- Sucho na Bartoloměje – mrazné zimy naděje.
- Na Bartoloměje moc mraků – v zimě moc sněhu.
- Svatý Bartoloměj zavádí mraky a činí konec bouřkám.
- Bouří-li na svatého Bartoloměje, bouří po něm ještě více.
- Je-li bouřka na Bartoloměje, na podzim se pořád změna děje.
- Hřmí-li po svatém Bartoloměji, je podzim dlouhý a pěkný.
- Fouká-li na Bartoloměje z Moravy, vorej sedláčku, pomali;
fouká-li na Bartoloměje vítr z Čech, pak si sedláčku, s oráním pospěš!
- Po Bartoloměji studený rosy, nechoďte ráno bosi.
- Bartolomějské větry ovsy lámou.
- Svatý Bartolomí všemu hlavu zlomí.
- Na svatého Bartoloměje sedlák žito seje.
- O svatém Bartoloměji naplije jelen do řeky,
a proto se nemá již nikdo koupat.

| 24. srpen v pražském KlementinuÚdaje jsou platné k 8. 7. 2025. | 24. srpen v pražském KlementinuÚdaje jsou platné k 8. 7. 2025. | 24. srpen v pražském KlementinuÚdaje jsou platné k 8. 7. 2025. |
| minimum                                                        | denní průměr                                                   | maximum                                                        |
| -------------------------------------------------------------- | -------------------------------------------------------------- | -------------------------------------------------------------- |
| 7,9 °C (1940)                                                  | 17,6 °C (od 1961)                                              | 34,2 °C (1807)                                                 |